# Castello svevo (Trani)
Il Castello Svevo fu edificato nella città di Trani nel 1233, sotto il regno di Federico II di Svevia; è uno dei più importanti e meglio leggibili tra i castelli federiciani, malgrado alcune trasformazioni che ne hanno in parte modificato l'assetto originario.
È stato dichiarato Monumento nazionale con il R.D. 27 ottobre 1936, n. 2091 (abrogato dal D.P.R. 248/2010).
Dal dicembre 2014 il Ministero per i beni e le attività culturali lo gestisce tramite il Polo museale della Puglia, nel dicembre 2019 divenuto Direzione regionale Musei.

## Storia

### Le Origini
Il castello sorse su di un banco roccioso situato al centro della rada di Trani, in una zona di basso fondale, che lo proteggeva da eventuali assalti dal mare, ed anche dalla violenza delle onde. L'edificio fronteggia il prospetto della nota Cattedrale, ed è posizionato nel tessuto urbano in modo che la considerevole altezza originaria delle torri desse agio al controllo del porto e delle vie d'accesso alla città. Nello stesso sito era sorta in precedenza una torre del X-XI secolo, di dimensioni non grandi, a pianta quadrilatera e di accurata fattura, con probabili funzioni di vedetta, i cui resti sono stati rinvenuti sotto il piano di pavimentazione dell'attuale ingresso nell'androne orientale.
È accertato che nella città di Trani vi fosse già un castello, più antico dell'attuale, di cui tuttavia si ignora l'esatta ubicazione, costruito per iniziativa del re normanno Ruggero II e distrutto nel 1137; da questo anno, fino al momento della fondazione dell'attuale castello nel 1233, mancano documenti che forniscano notizie su edifici castellari in Trani, ma è anche provata per tale periodo la presenza in città, e l'interessamento alla stessa, da parte di Federico II.

### Fase Sveva
La costruzione fu iniziata nel 1233 per ordine dell'Imperatore Federico II, nel suo tredicesimo anno di impero, e le opere di fortificazione furono completate nel 1249, secondo il progetto di Filippo Cinardo, conte di Acquaviva e Conversano, gran conestabile e ingegnere militare dell'imperatore, e a cura di Stefano di Romoaldo Carabarese, con fortificazioni "davanti e intorno al castello", come attestato dalle due coeve targhe marmoree apposte sui prospetti del castello.

La prima lastra, la più antica, misura 80x90 cm., è posta nel cortile occidentale sopra il concio di chiave dell'arco ogivale a doppia ghiera del solenne ingresso principale al castello, è sormontata a sua volta dai resti di un'aquila imperiale scolpita in pietra, il testo riporta: 
[TRICEN]IS TRIB(US), FRIDERICI CAESARIS ANNO

IMPERII TRINO DECIMO, REGNI SICULORU(M)

EIUSDE(M) SEXTO T(ER) DENO IERUSALEMQ(UE)

OCTAVO REGNI, CU(M) MENSIS IUNIUS AC IN

DICCIO SEXTA FORE(N)T, OPUS HOC T(UN)C SURGERE CEPIT»
(trascrizione di F. Magistrale, Bari 1995 - il presente testo con traduzione è tratto da: AA. VV., Il Castello Svevo di Trani. Restauro, riuso e valorizzazione; Ministero per i Beni Culturali e Ambientali_ Soprintendenza per i Beni A.A.A.S.della Puglia; Electa, Napoli, 1997)
La seconda lastra è posta all'esterno del castello, sopra il concio di chiave del portone ogivale dell'antemurale sul fronte Ovest, misura 65x80 cm., il testo riporta:
FIT CIRCA CASTRU(M) MUNI[T]IO T[ALIS] ET AN(TE)

HUIC OPERI FORMA(M) SERIEM TOTU(M)QUE NECE(SS)E

PHILIPPI STUDIU(M) CINAR[DI PROTU]LIT E(SS)E

QUOQUE MAG(IS) FI[ERENT ST]U[D]IIS [HAES] FA[MA] [TRAN]E(N)SIS

PREFUIT HIS STEPH(AN)I RO[MOALD]I [CARA]BARE(N)SIS

ANN(O) I(N)CAR(NATIONIS) IESU XRISTI MCCXLIX
[IN]DIC[TIONIS] VII»
(trascrizione di Sarlo e Beltrani, 1883 - il presente testo con traduzione è tratto da: AA. VV., Il Castello Svevo di Trani. Restauro, riuso e valorizzazione; Ministero per i Beni Culturali e Ambientali_ Soprintendenza per i Beni A.A.A.S.della Puglia; Electa, Napoli, 1997)

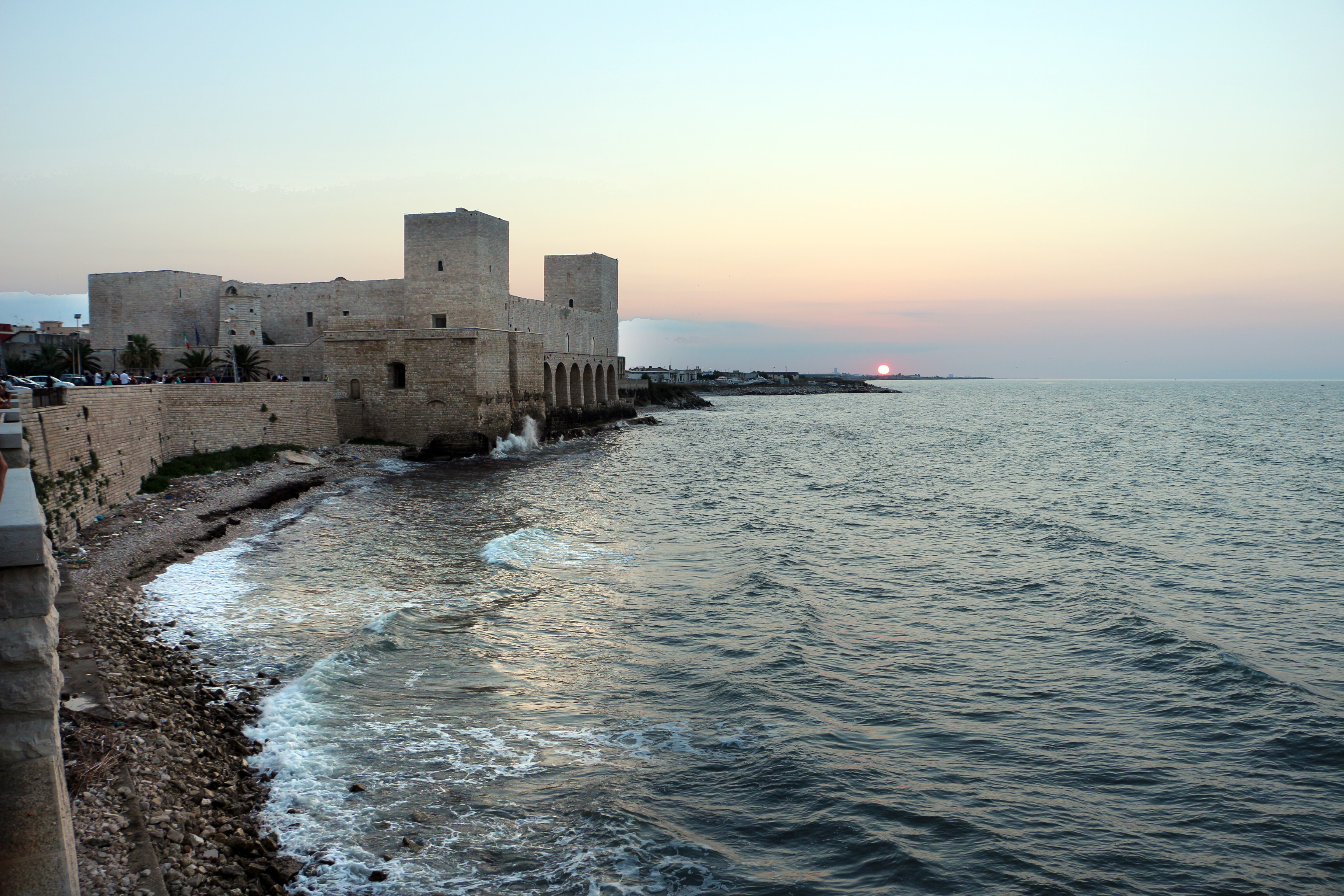
L'immagine evidenzia la posizione del castello rispetto alla costa, a diretto contatto con il mare.

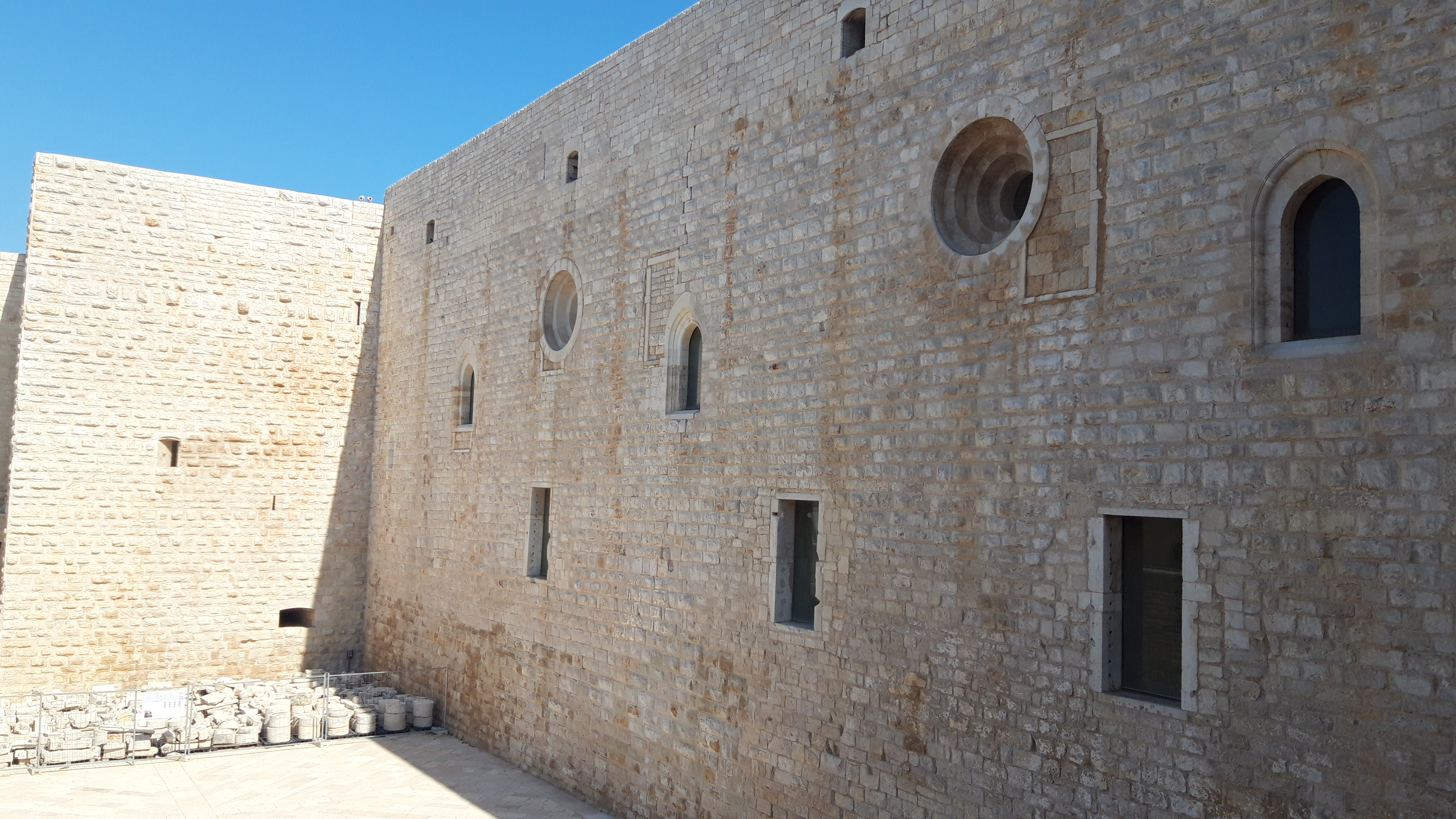
Il prospetto della cortina sud, visto dal camminamento; sulla sinistra, nel cortile, sono visibili i blocchi smontati durante i restauri della cappella esagonale ottocentesca.

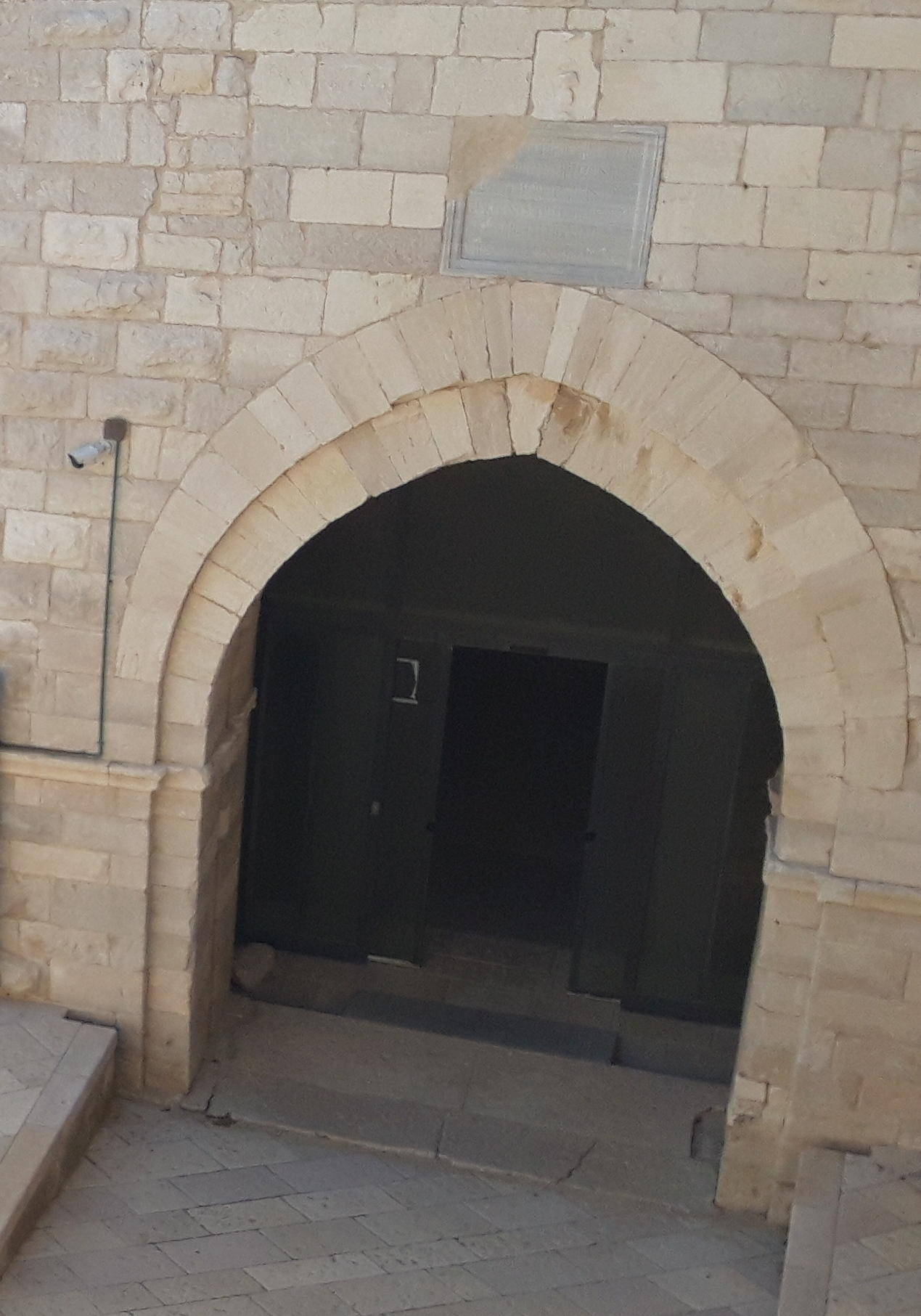
Il portale d'ingresso originario all'edificio castellare, sul prospetto ovest. Nell'immagine sono visibili l'epigrafe del 1233, sormontata dai resti scalpellati dell'aquila imperiale.

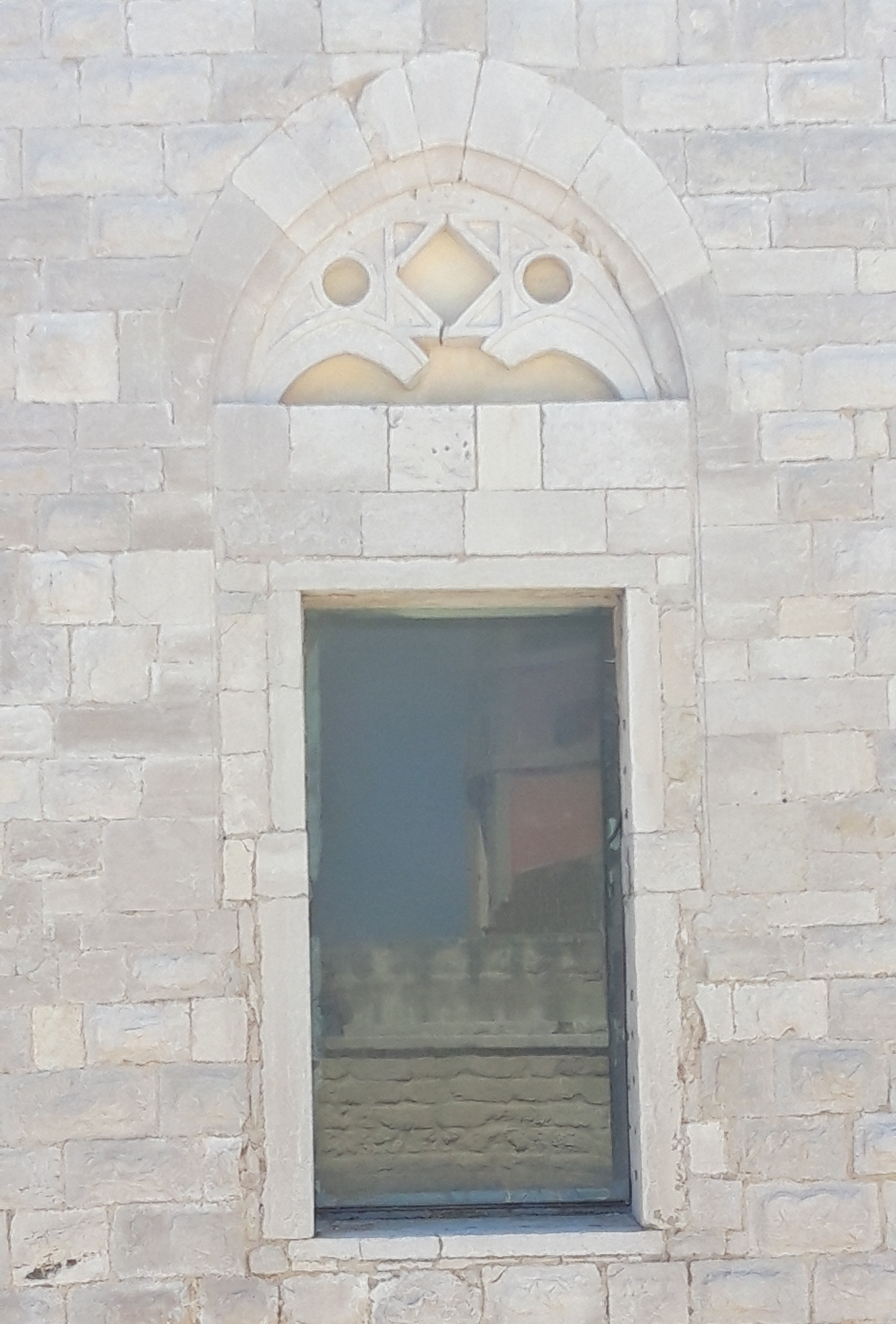
I resti di una bifora sul prospetto occidentale.

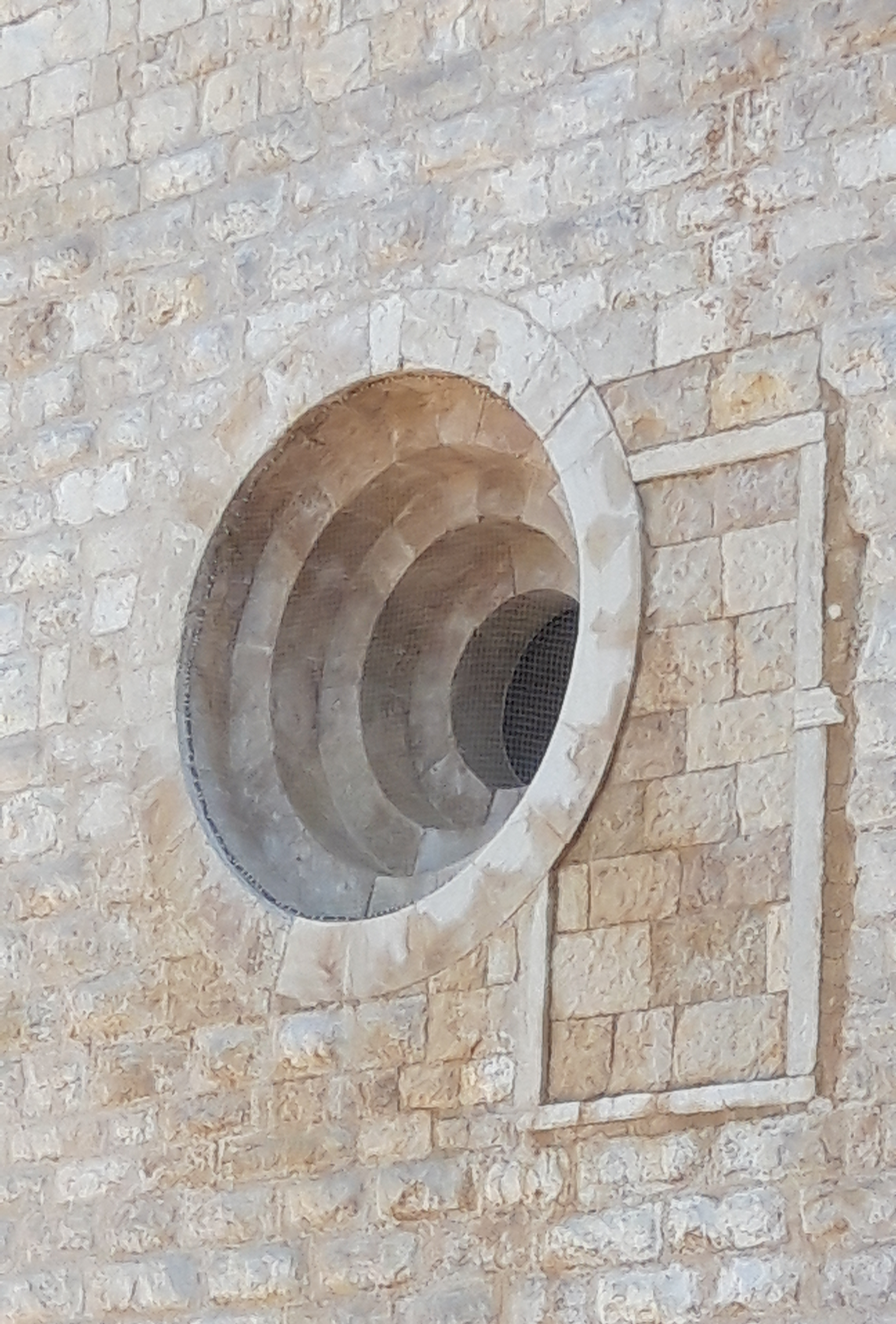
Una delle finestre ad occhialone del prospetto sud.

Nel mese di Giugno del 1233, quindi, si dette l'avvio ai lavori; il 20 Marzo 1234, dopo meno di un anno dalla fondazione, Federico II era già a Trani con lo specifico scopo di controllare lo stato dei lavori. I lavori dovettero procedere in modo alquanto spedito, dal momento che già nel 1239, dopo soli sei anni dall'inizio degli stessi, il castello poté essere incluso nell'elenco dei "Castra Exempta", ovvero i castelli dipendenti direttamente dalla Curia Imperiale.
Nello stesso periodo il castello vedeva la presenza in modo regolare di ottanta uomini di guarnigione e del castellano Roberto del Giudice da Trani.
Sulla cima di una delle torri sul mare, Federico II fece impiccare Pietro Tiepolo, figlio del doge di Venezia Jacopo Tiepolo: Pietro, podestà di Milano, fu preso prigioniero nella battaglia di Cortenuova del 1237.
Nel castello soggiornò spesso il figlio di Federico, Manfredi, che il 2 giugno del 1259 vi sposò, con celebrazioni di grande sfarzo e solennità, la seconda moglie, Elena Comneno, figlia primogenita di Michele II despota d'Epiro e di Teodora Petralife. Nel 1266 Manfredi fu sconfitto nella Battaglia di Benevento da Carlo I d'Angiò e la giovane regina, avendo appreso della disfatta, da Lucera si recò a Trani con i suoi figli, scortata dai suoi fedeli, nella speranza di poter raggiungere la patria d'origine, l'Epiro; temporeggiando per via di una tempesta, subì il tradimento del castellano e fu catturata dalle truppe angioine con i suoi quattro figli ed il tesoro, per poi essere imprigionata nel Castello di Trani stesso e dopo qualche tempo a Castel Lagopesole, mentre i figli le furono subito tolti, almeno i maschi, imprigionati a Castel del Monte e in seguito trasferiti a Castel dell'Ovo.
L'impianto del castello in questa prima fase sveva seguì il modello dei castelli crociati in Terra Santa, basati a loro volta sulla forma dei castra romani.
Ebbe quindi pianta pressoché quadrata, con quattro torri angolari anch'esse quadrate, di cui due minori sul mare e due maggiori verso terra; sui tre lati verso terra il castello fu cinto dall'antemurale esterno, interamente percorribile dal camminamento superiore, formando tre ristretti cortili esterni. Un fossato, forse in parte di origine naturale, circonda a sua volta il circuito dell'antemurale separandolo dalla terraferma. L'antemurale si apriva sui lati verso terra attraverso portoni ad arco ogivale ognuno dotato di ponte a superare il fossato, mentre sul lato verso mare vi era, al posto dell'antemurale, una banchina dotata di merlatura, comunicante con il cortile centrale, che dovette probabilmente avere la funzione di immettere su di un pontile in mare.
All'interno del castello vi era un vasto cortile anch'esso di pianta quadrata, delimitato sui lati nord e sud da due grandi loggiati, di cui quello meridionale su cui si apriva l'ingresso principale era coperto da travi in legno su grandi archi trasversali, mentre quello settentrionale era a due livelli, coperto con volte in pietra che poggiavano su pilastri a rocchi ottagonali e su mensole riccamente scolpite; entrambi i loggiati avevano rispettivamente una scalinata ad immettere agli ambienti dei piani superiori.
Il primo piano era occupato da ampie sale aventi funzione di rappresentanza, con copertura lignea su archi traversi; l'ambiente maggiore era il salone dell'ala Nord, le cui grandi bifore si aprivano direttamente sul mare. Le sale al primo piano dell'ala nord e dell'ala ovest si aprivano verso l'esterno con bifore archiacute alternate a grandi finestre ad occhialone, mentre il prospetto sud, pur presentando la stessa scansione, aveva monofore dotate di profili finemente modanati in pietra; le aperture delle sale verso il cortile centrale vedevano ugualmente alternarsi l'elegante sequenza di bifore e di finestre circolari.

### Dominio angioino
Nella seconda metà del XIII secolo, sotto il dominio angioino, il castello fu intensamente impiegato in ruoli di grande rilievo; in quel periodo infatti fu un importante centro amministrativo e vivace ambiente per la vita di corte, i membri della famiglia reale vi risiedettero con frequenza e si celebrarono significativi eventi con grande sfarzo.
Nel castello furono trasferiti i quaderni e gli scritti dei conti dei Maestri Razionali, che raccolti in registri, seguivano la corte regia nei suoi spostamenti; il 16 marzo 1290 il custode dell'archivio delle "rationes" della Curia, Guglielmo de Pontoise, ricevette a Napoli tutti i registri contabili dei vari funzionari delle province, fino ad allora custoditi a Trani. Dopo che Matteo de Riso di Messana, Giovanni da Lentini ed il priore di San Giovanni Gerosolimitano ebbero sovrinteso alla sua sigillazione, vi fu custodito per un certo periodo anche il tesoro regio, il cui controllo era affidato allo stesso Matteo de Riso ed al Castellano di Trani. L'edificio funse anche da deposito Regio per materiale bellico e per beni di valore: ebbe quindi immagazzinato un vasto arsenale a disposizione dell'esercito, di cui sono documentati in modo puntuale le quantità di ferro ed acciaio da forgiare, di lance, balestre e quadrelli, e di uniformi; vi furono inoltre custoditi ingenti volumi di cera e di merci ricercate e preziose come pepe, cannella, zucchero e bombice.
Un'ala del castello era tenuta pronta ad ospitare il sovrano e la sua corte: grazie alle missive inviate da Carlo I, da alcune si apprende che il re avesse la consuetudine di essere ospite del castello - «in cameris castri nostri Trani, in quibus consuevimus hospitari» -, e da altre che provvedeva al denaro necessario per le spese delle sue figlie che lì vi dimoravano.
Nel 1268 si tennero nel castello le nozze tra Carlo I d'Angiò e Margherita di Borgogna e nel 1271 quelle del secondogenito di Carlo, Filippo (1254-1277), con Isabella di Villehardouin (1263-1312), principessa d'Acaia.
Nel castello venne imprigionata dal 1268 fino alla morte nel marzo del 1279, mantenuta solo con pane e acqua, la coraggiosa contessa di Caserta Siffridina, consuocera di Federico II, avendo suo figlio Riccardo de Lauro conte di Caserta sposato la figlia dell'imperatore Violante di Svevia; la contessa aveva favorito Corradino dì Svevia e non espresse mai il nome dei congiurati.
Tra il 1385 e il 1419 fu in possesso del capitano di ventura Alberico da Barbiano, al quale era stato assegnato dal re di Napoli Carlo III.
Nel 1425 Giovanna II, l'ultima regina angioina, e nel 1436 Alfonso il Magnanimo, il primo re aragonese, confermarono con due importanti atti, trascritti nel Libro Rosso dei Privilegi della città di Trani, il principio per il quale la città di Trani ed il relativo castello sarebbero rimasti per sempre demaniali ed in perpetuo dipendenti esclusivamente dalla Corona.
Le aggiunte, modifiche e lavori edili in generale nel castello in epoca angioina furono piuttosto limitati, e non comportarono eccessive alterazioni di quanto realizzato fino ad allora; da missive di Carlo I risulta che l'ingegnere regio Giovanni da Toul aggiunse alcuni camini alla zona residenziale e le bertesche alla merlatura.

### Trasformazioni sotto Carlo V e dominio spagnolo

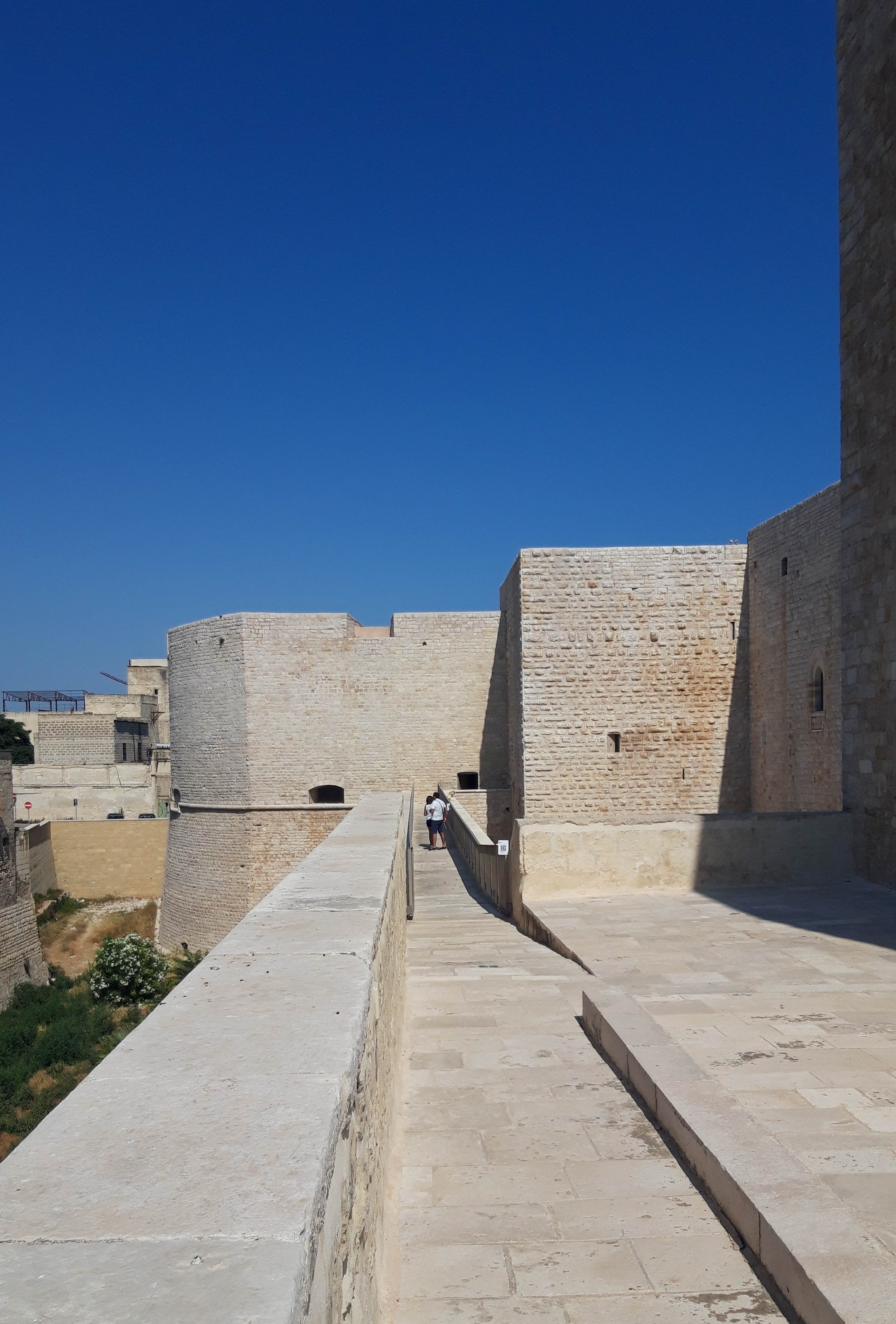
Il camminamento sul lato sud. Sono ben visibili le modifiche intervenute con i lavori cinquecenteschi: il bastione lanceolato addossato alla torre sveva, la cui altezza fu abbassata a livello delle cortine.

Dal 1496 al 1530 la città di Trani e il relativo castello (con le città di Brindisi, Gallipoli ed Otranto) passarono dalla Corona Aragonese alla giurisdizione della Repubblica Veneta, come pegno per il prestito concesso a Ferrante II di 200.000 ducati in occasione del conflitto che seguì alla discesa in Italia di Carlo VIII. Nel 1496 il Senato veneto, di conseguenza, deliberò l'elezione di un governatore e di un castellano per Trani; nel 1500 il Consiglio dei Dieci ordinò la tompagnatura di due postierle prospicienti il mare, in quanto pericolose per la sicurezza del castello perché avrebbero permesso ogni tipo di contrabbando. Trani e il suo castello furono riconsegnati il 20 febbraio 1530, in nome dei rispettivi governi, dal provveditore veneto Giovanni Vitturi, al capitano generale di Carlo V, Ferdinando de Alarcon, tra l'altro nominato castellano di Trani nel 1529. Il castello, passato sotto la tutela imperiale, attirò subito l'attenzione del sovrano.
Il castello, tornato sotto il dominio spagnolo, regnante Carlo V, subì a partire dal 1533 notevoli trasformazioni, affinché fosse adeguato alle nuove esigenze difensive sorte in seguito all'invenzione della polvere da sparo. Al pari della coppia di epigrafi federiciane poste a testimonianza dei lavori dell'epoca, vi è nel castello un'altra coppia di epigrafi, cinquecentesche, a documentare gli interventi occorsi, entrambe riportanti l'intitolazione a Carlo V.
La prima, una lastra in pietra, lunga e stretta (di 40x180 cm), collocata nel cortile centrale del castello, molto in alto sulla parete sud, il testo riporta:
(il presente testo con traduzione è tratto da: Aa.Vv., Il Castello Svevo di Trani. Restauro, riuso e valorizzazione; Ministero per i Beni Culturali e Ambientali_ Soprintendenza per i Beni A.A.A.S.della Puglia; Electa, Napoli, 1997)
Ferdinando de Alarcon, quindi, il cui stemma è stato rinvenuto frammentario, supervisore dei castelli del regno, nel 1533 fece fortificare l'ala Sud del castello, ispessendo la cortina muraria del lato meridionale tramite l'abbattimento dei loggiati medievali del cortile centrale, ed il riempimento dello spazio ricavato con un terrapieno attraversato da una doppia fila di cannoniere; le due torri medievali contigue alla cortina sud furono quindi abbassate a livello del camminamento, la merlatura piana medievale fu sostituita da cannoniere; si costruì il bastione di sud-ovest a punta di lancia. Nel 1541 il viceré don Pedro de Toledo compì un'ispezione al castello di Trani, a seguito della quale dispose la concessione di sovvenzioni e suggerì di costruire un'ulteriore torre sul fianco prospiciente il mare per una protezione più efficace, elemento identificabile nel bastione quadrangolare dell'angolo nord-est.La seconda ed ultima epigrafe è posta sull'architrave del portone sul lato orientale dell'antemurale, dal lato della città, sormontata dallo stemma settecentesco di Carlo di Borbone, le dimensioni sono di 50x300cm., riporta:
(il presente testo con traduzione è tratto da: Aa.Vv., Il Castello Svevo di Trani. Restauro, riuso e valorizzazione; Ministero per i Beni Culturali e Ambientali - Soprintendenza per i Beni A.A.A.S.della Puglia; Electa, Napoli, 1997)
Quest'ultima iscrizione ricorda, quindi, il restauro del portone orientale dell'antemurale, che da quel momento in avanti, fino agli ultimi restauri, costituirà l'unico ingresso al castello.
Nel periodo tra il 1586 e il 1677 il castello fu sede della "Sacra regia udienza", il tribunale regio per la provincia della Terra di Bari.

### Carcere ottocentesco e restauri moderni

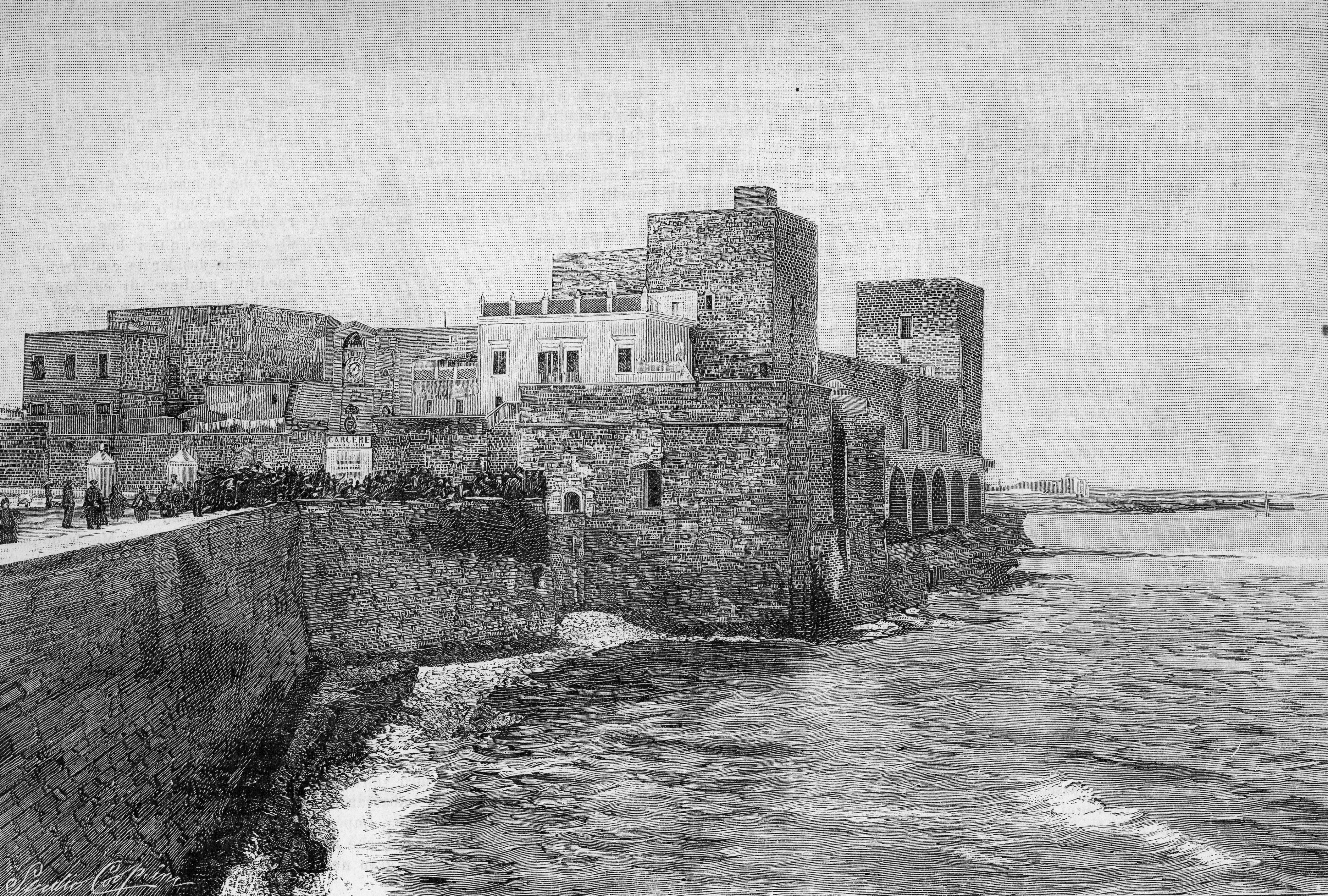
Il castello come si presentava prima dei restauri moderni; xilografia, Le cento città d'Italia (1898).

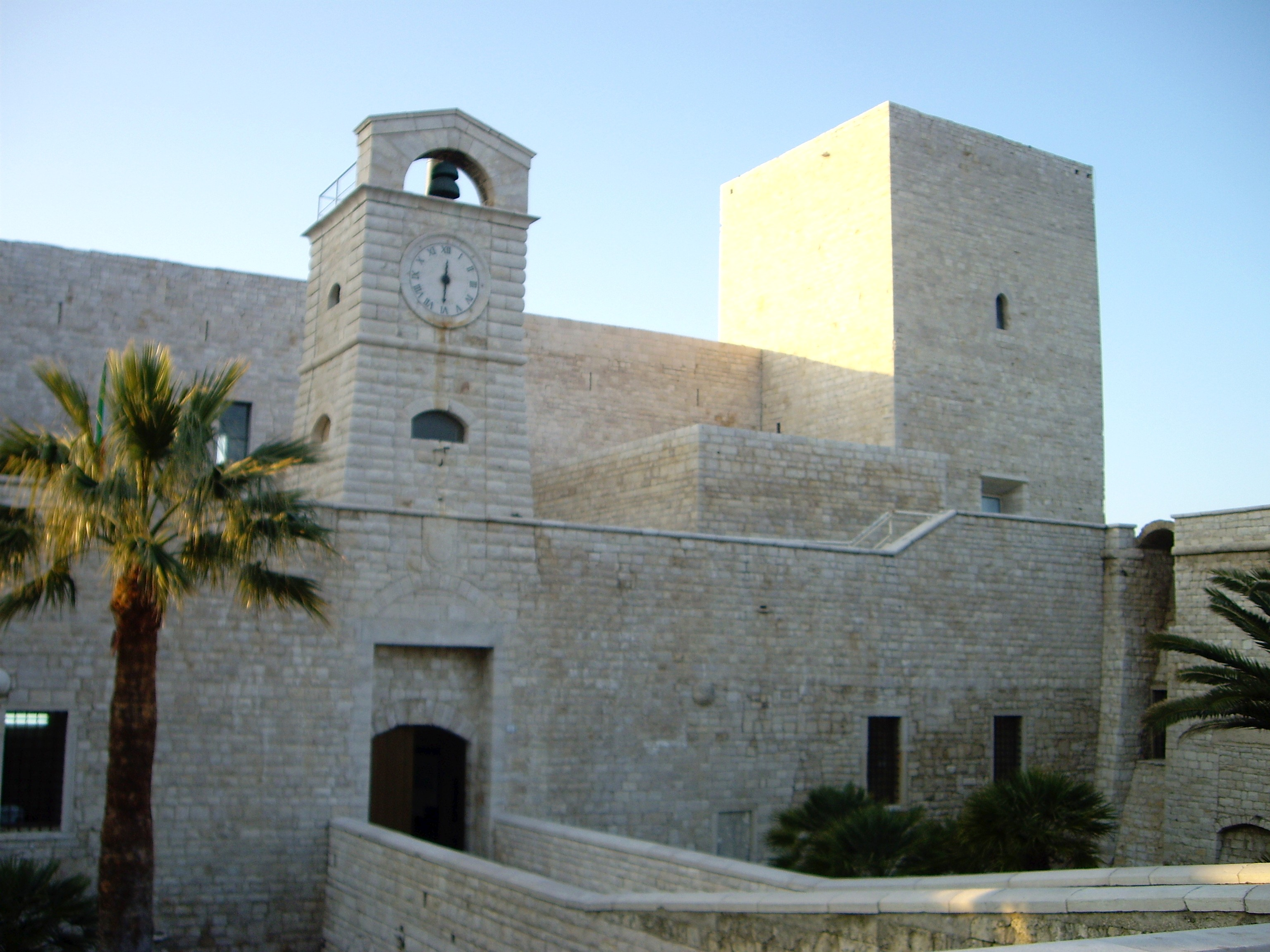
Il lato d'ingresso verso la piazza, come si presenta attualmente.

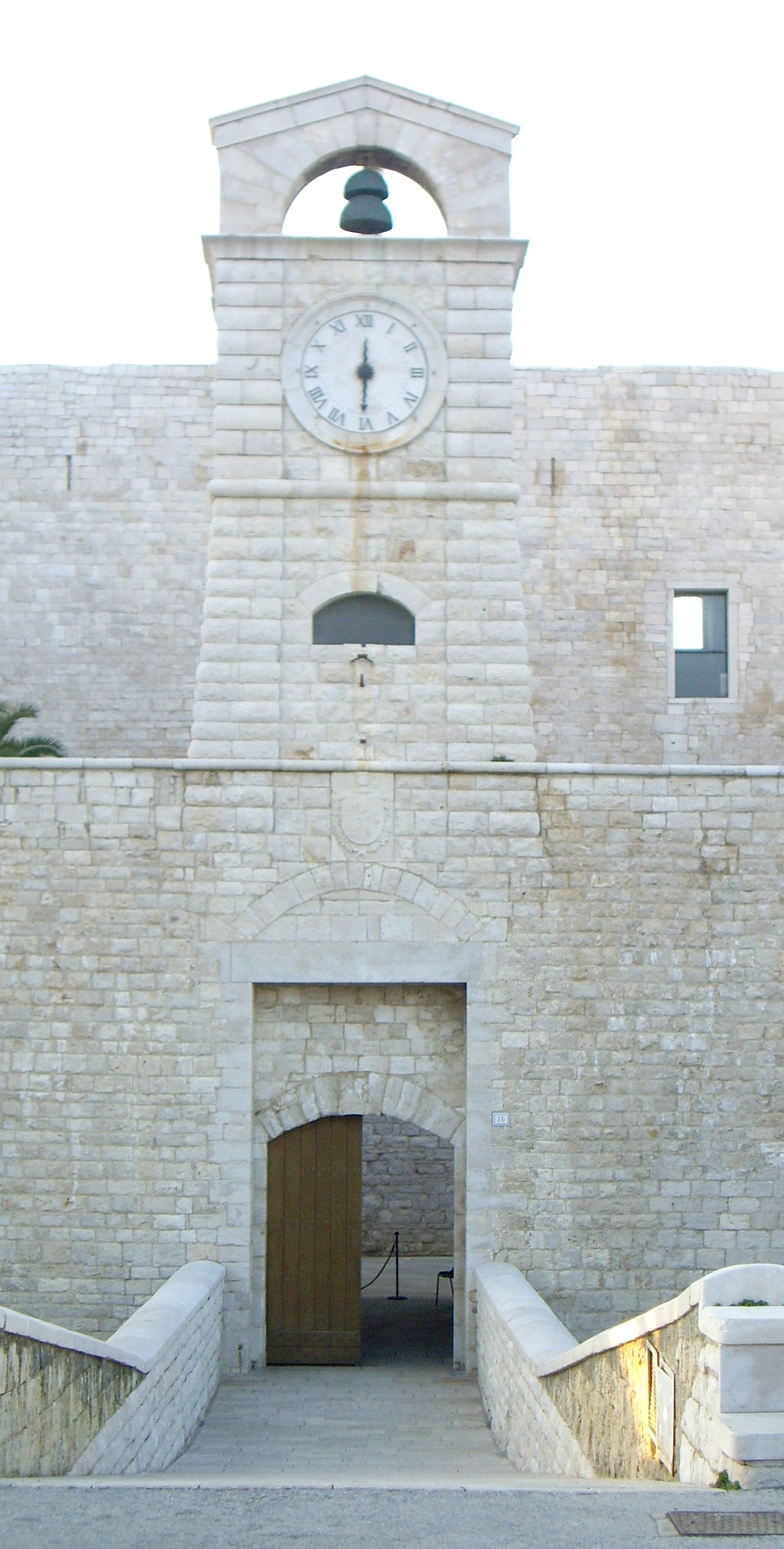
La torretta con l'orologio sull'attuale ingresso, aggiunta durante i lavori ottocenteschi.

A partire dal 1832 subì una serie di lavori per la trasformazione in carcere centrale provinciale, aperto nel 1844, funzione mantenuta fino al 1974.
Lo stato precedente ai lavori ottocenteschi rimase documentato in alcune piante redatte nel 1835 e in un interessante plastico in legno, sughero e gesso, realizzato intorno alla metà del '700 da Giovanni Carafa, duca di Noja, oggi conservato all'interno del castello. L'assetto raffigurato nel plastico settecentesco è anche molto vicino a quello dato a seguito dei lavori di restauro moderni, con i quali si è proceduto a rimuovere gran parte delle aggiunte posteriori.
Al fine di adattare il complesso castellare alla funzione carceraria, dal 1832 al 1844 ed anche in seguito, l'intera costruzione subì una ristrutturazione generale che, con l'aggiunta di diversi nuovi volumi, alterò la fisionomia e l'armoniosa disposizione di torri e cortine; fu di conseguenza alterato anche lo spazio dei cortili, furono spianate le bugne dei blocchi di pietra, ricavate nuove aperture e modificate quelle antiche. Nel 1842 fu aggiunta la cappella esagonale per la celebrazione della messa nel cortile centrale, tra il 1842 e 1843 la sequenza di archi a contornare il cortile e sul prospetto verso il mare, nel 1848 la torretta con l'orologio sull'attuale ingresso.
Nel 1936 è stato dichiarato Monumento Nazionale con il R.D. 27 ottobre 1936, n. 2091.
Nel 1976 il Castello fu consegnato alla Soprintendenza ai beni ambientali e artistici della Puglia. A partire dal 1979 è stato sottoposto a lavori di restauro, volti a risanare la struttura e a renderla fornita di quegli impianti necessari alla fruizione attuale; interventi fondamentali sulla costruzione sono stati la pulizia delle superfici ormai annerite dal tempo, la rimozione delle superfetazioni aggiunte a partire dagli interventi ottocenteschi, restituendo il complesso castellare ad una visione e lettura più efficaci ed organiche; si sono di conseguenza ripristinate le aperture originarie ancora presenti, i percorsi originari e le scale nelle torri; è stato riaperto l'accesso nell'antemurale ovest, e si è condotto lo svuotamento del terrapieno nell'ala sud, al cui interno si sono rinvenuti, messi in luce e resi evidenti i possenti pilastri, di elegante fattura, appartenenti al monumentale porticato medioevale. Al piano terra del bastione di nord-est è stato allestito il Museo del Castello, al cui interno sono custoditi ed esposti i reperti lapidei e ceramici, rinvenuti nel corso degli scavi effettuati durante i restauri.
Il castello è stato aperto al pubblico il 5 giugno 1998.

## Descrizione
La facies medioevale del castello è ancora ben riconoscibile, anche grazie ai recenti lavori di restauro, nonostante le numerose trasformazioni subite dal maniero nel corso dei secoli.
La pianta del castello è incentrata sull'edificio castellare vero e proprio, un quadrato i cui lati misurano circa 48 metri; il vasto cortile centrale, ridotto in seguito alle trasformazioni cinquecentesche e successive, era originariamente anch'esso basato su di un quadrato, di circa 28 metri di lato; le quattro torri angolari a pianta quadrata, di cui le due prospicienti il mare sono le minori, di circa 11 metri di lato e conservano ancora l'altezza originaria di circa 30 metri dal piano di imposta sul livello del mare, mentre le due maggiori verso terra, rispettivamente di 13 e 14 metri circa di lato, sono state abbassate nel XVI secolo, ma dovettero avere un'altezza almeno pari alle altre due. La superficie complessiva dell'insieme fortificato, includendo i cortili compresi nell'antemurale, ed escluso il fossato esterno, è di circa 6000 mq.
Le pareti esterne della costruzione si presentano composte da grossi blocchi in pietra di Trani, con bugne in forte rilievo, coronate da una merlatura piana, scandita da frecciere; l'altezza del prospetto sul mare, misurata al coronamento merlato, è di circa 20 metri sul livello del mare; un muro fortificato, percorribile e dotato di frecciere e di merlatura, cinge l'intero castello e ne evidenzia ulteriormente il perimetro, dando spazio a tre cortili minori esterni; questo antemurale è circondato a sua volta da un fossato largo dai 18 ai 20 metri circa, posto in comunicazione col mare. Sui due angoli a sud-ovest e a nord-est due bastioni, rispettivamente uno a punta di lancia e l'altro a pianta quadrata, aggiunti nelle modifiche cinquecentesche in attuazione dei principi di difesa a fuoco radente, rafforzano gli spigoli opposti dell'insieme fortificato.

## Nella cultura popolare
Il castello è noto per il suo valore storico e culturale e costituisce anche un'apprezzata meta turistica; nel 2011 è stato il terzo sito museale statale più visitato in Puglia, con un totale di 49.510 visitatori secondo la classifica redatta dal Ministero per i beni e le attività culturali.

### La leggenda di Armida
La curiosità popolare si è rivolta al castello per via della leggenda relativa alla presunta presenza di un fantasma, tanto che nel 2013 vi soggiornò un gruppo di "Ghost Hunters" intenzionati a trovarlo.
La leggenda narra che lo spirito che occuperebbe il castello sarebbe quello di Armida, una giovane bella e di nobili origini, costretta dalla famiglia a contrarre matrimonio contro la propria volontà; la giovane, insoddisfatta, avrebbe iniziato di nascosto una relazione con un cavaliere di corte, e quando il marito venne a sapere dell'adulterio la punì per averlo tradito: il cavaliere fu pugnalato a morte, mentre la donna venne rinchiusa e lasciata a morire nelle segrete. Da quel momento il fantasma di Armida vagherebbe per il castello mostrandosi vestita di un abito grigio scuro e le fattezze del volto sarebbero riconoscibili dai lineamenti di una donna ancora giovane, dalla lunga chioma corvina e dagli occhi di un azzurro profondo, quasi brillanti. Lo spettro della protagonista di questa leggenda sembrerebbe non avere caratteri ostili e il suo apparire le permetterebbe di mostrarsi e al contempo di osservare lei stessa la presenza dell'uomo, come nel tentativo di raggiungere quel contatto umano che nelle prigioni a lungo le fu negato.
In realtà, non vi è alcun documento storico che provi che nel castello sia vissuta una dama di nome Armida, ed è quindi probabile che la "leggenda di Armida" si sia formata ricalcando e sostituendo, nella fantasia e narrazione popolare, la vicenda storicamente documentata di Siffridina, contessa di Caserta e consuocera di Federico II, realmente imprigionata nel castello per motivi politici, ossia per la cospirazione contro gli Angioini, dal 1268 fino alla morte nel marzo del 1279.

## Galleria d'immagini

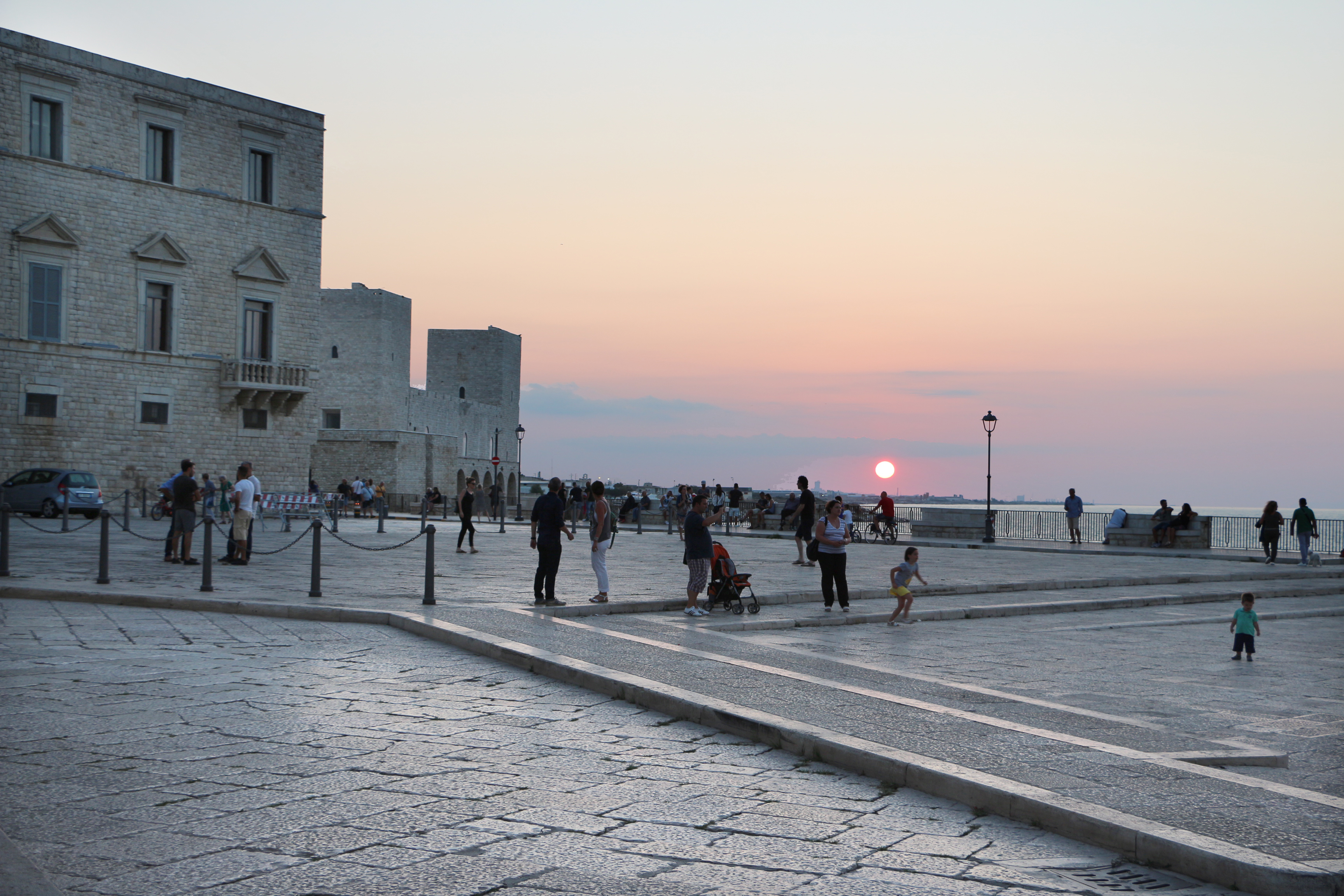
Il castello visto dalla piazza della cattedrale.
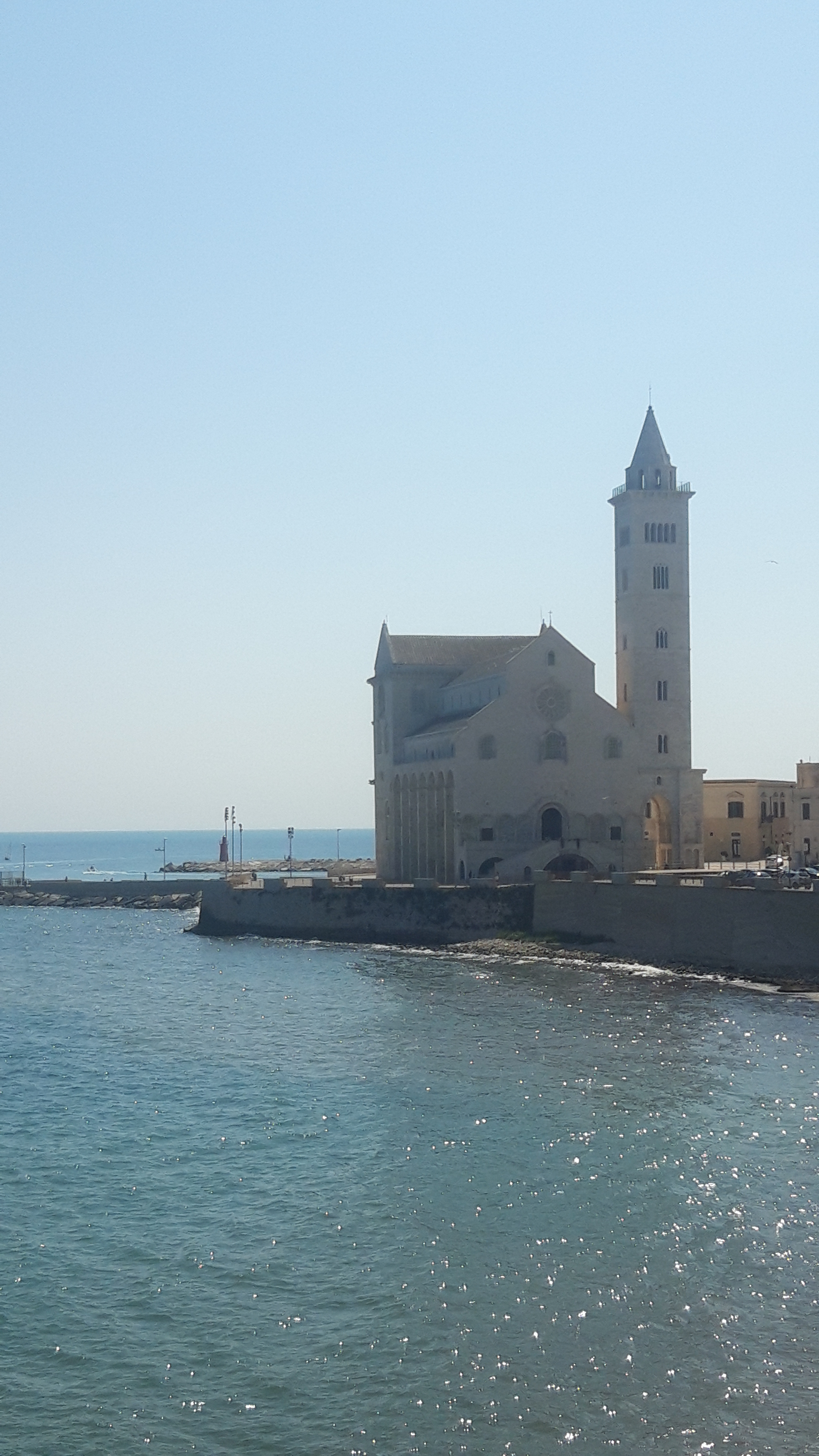
La cattedrale vista dal castello.
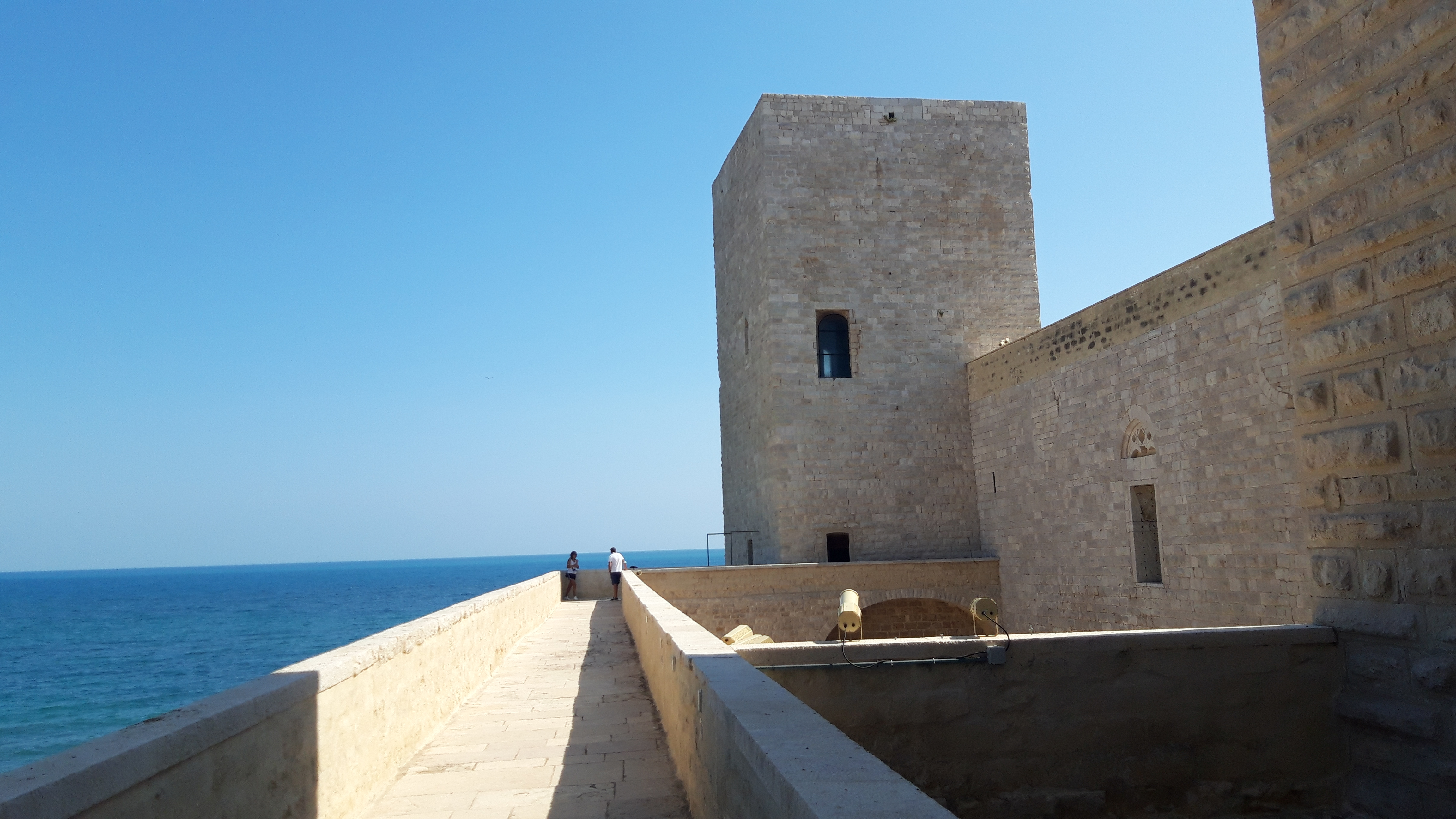
Il prospetto occidentale visto dal camminamento sull'antemurale; è visibile la torre di nord-ovest che conserva ancora l'altezza originaria.
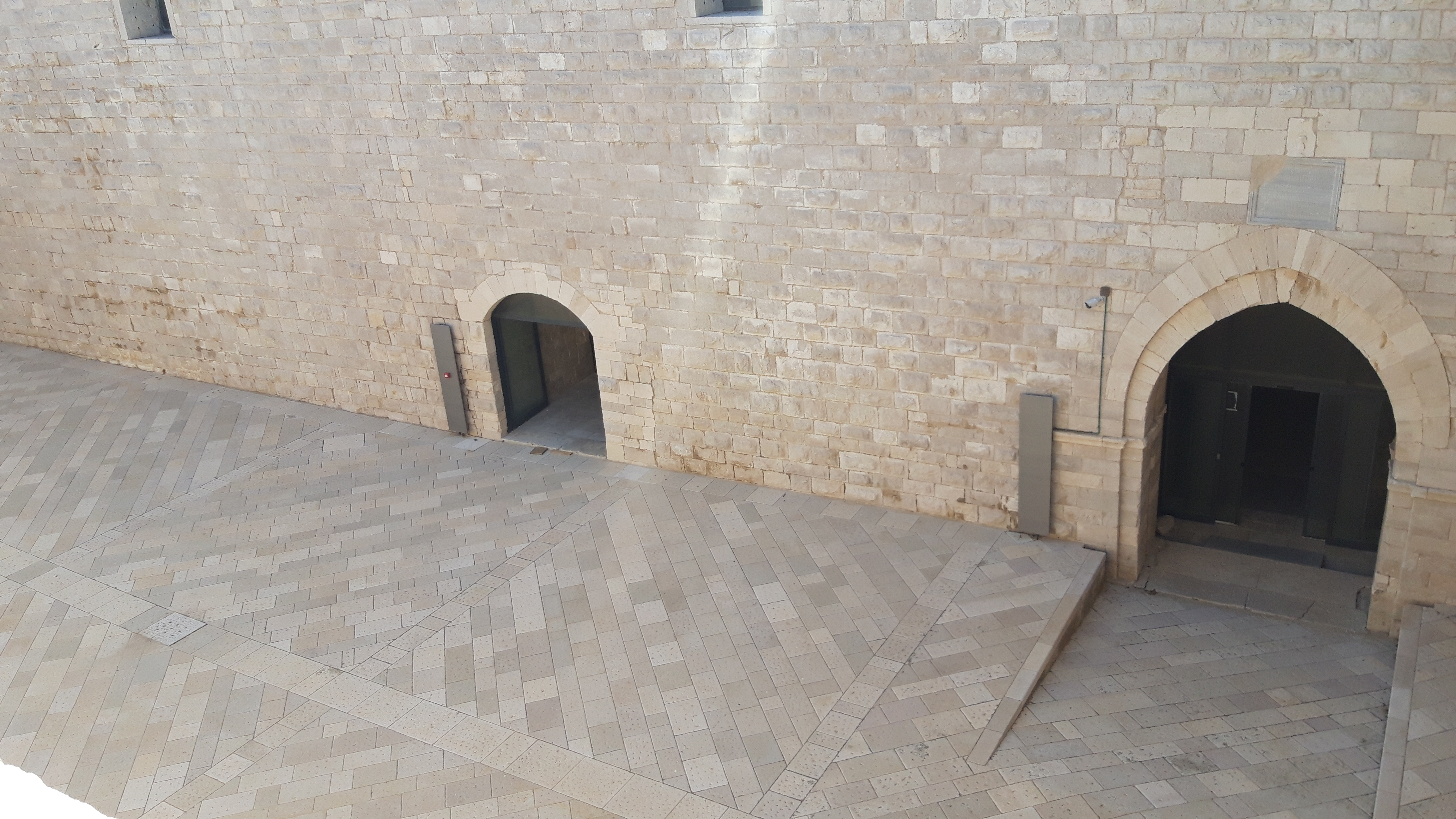
Il prospetto occidentale su cui si apre l'accesso originario.
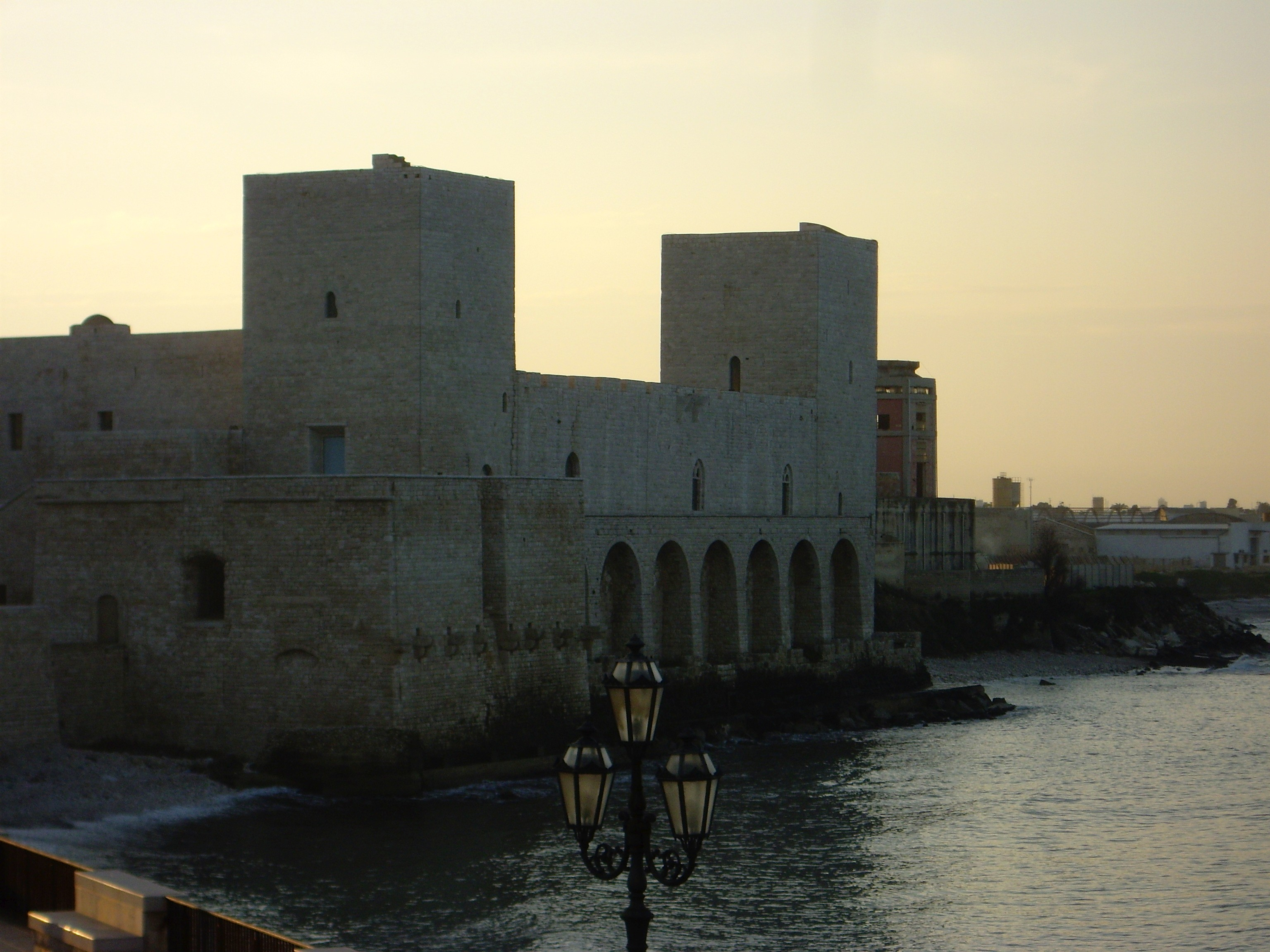
Il lato nord con gli archi per il camminamento aggiunti nell'800.
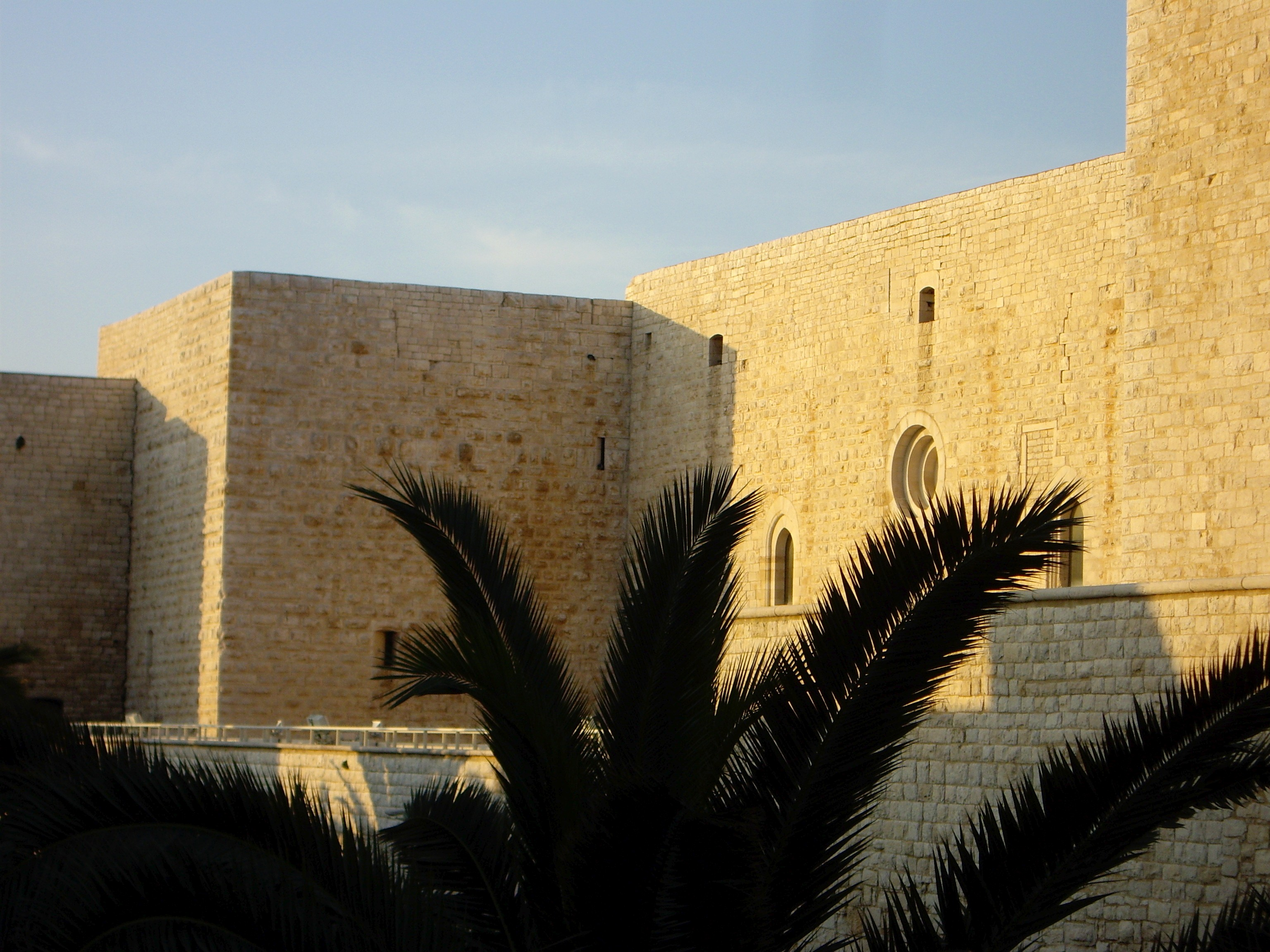
Il prospetto sud visto dal fossato.
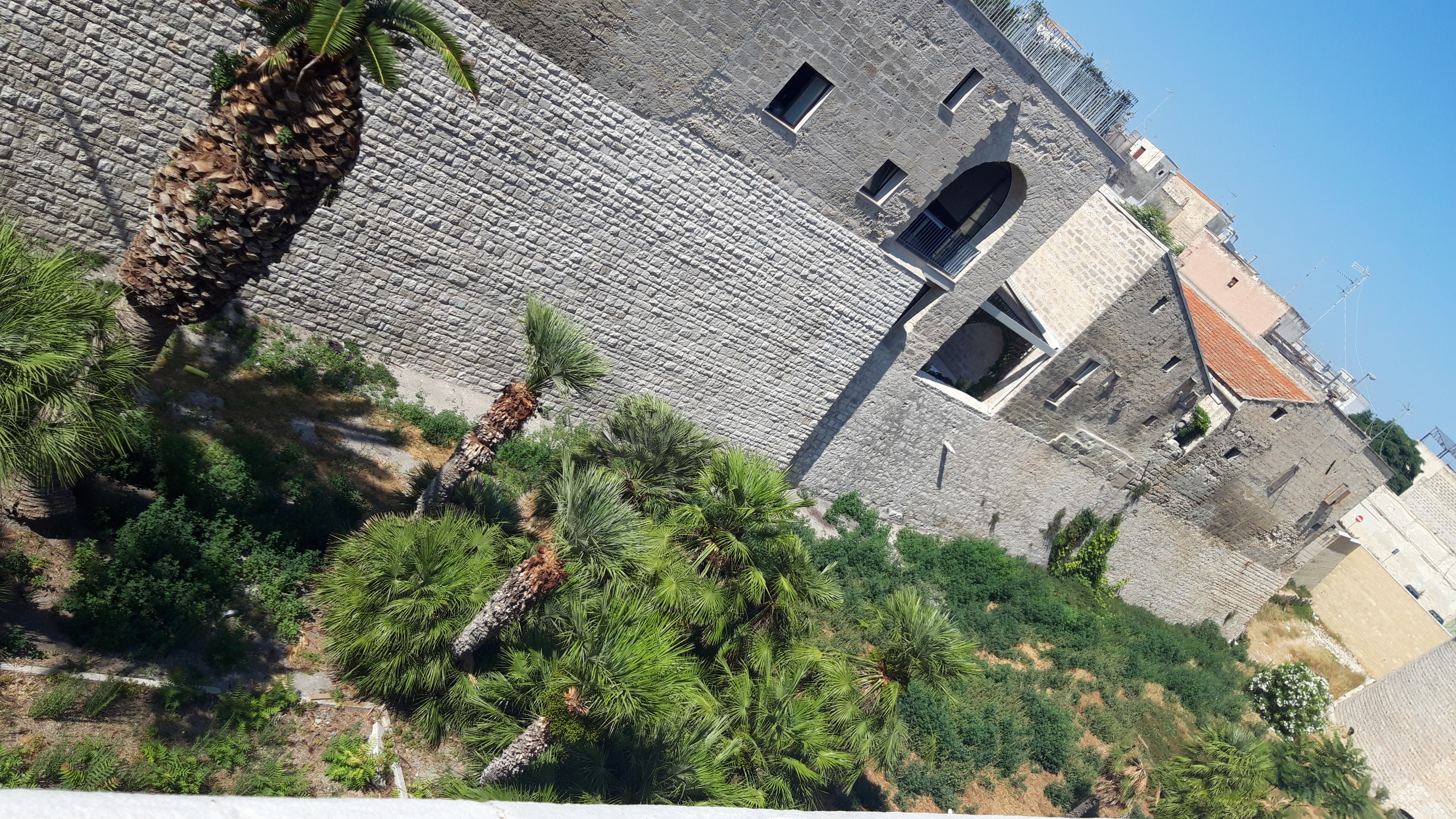
Il fossato sul lato sud.
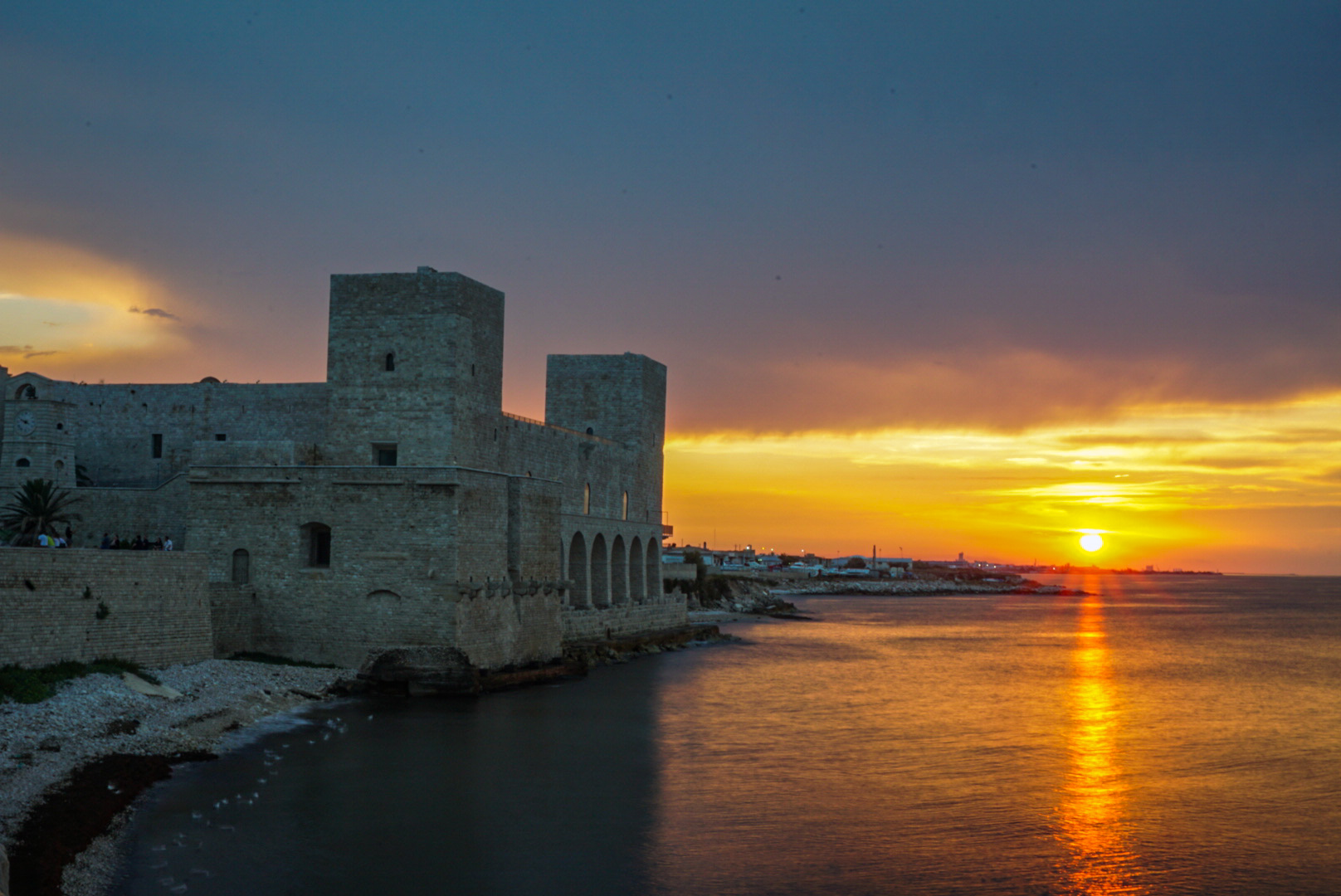
Il castello visto con il paesaggio al tramonto.